# Арзон
Арзон (фр. Arzon) насеље је и општина у северозападној Француској у региону Бретања, у департману Морбијан која припада префектури Ван.
По подацима из 2011. године у општини је живело 2.107 становника, а густина насељености је износила 235,95 становника/km². Општина се простире на површини од 8,93 km². Налази се на средњој надморској висини од 12 метара (максималној 36 m, а минималној 0 m).

## Демографија
| 1962. | 1968. | 1975. | 1982. | 1990. | 1999. | 2011. |
| ----- | ----- | ----- | ----- | ----- | ----- | ----- |
| 1.229 | 1.308 | 1.326 | 1.476 | 1.754 | 2.056 | 2.107 |

График промене броја становника у току последњих година